# Dallas Mavericks 2018-2019
La stagione 2018-2019 dei Dallas Mavericks è stata la 39ª stagione della franchigia nella NBA.

## Draft
| Giro | Scelta | Giocatore            | Ruolo | Nazionalità | Università/Squadra   |
| ---- | ------ | -------------------- | ----- | ----------- | -------------------- |
| 1    | 3      | Luka Dončić          | G     | Slovenia    | Real Madrid          |
| 2    | 33     | Jalen Brunson        | PM    | Stati Uniti | Villanova Wildcats   |
| 2    | 57     | Ray Spalding         | AG    | Stati Uniti | Louisville Cardinals |
| 2    | 60     | Kōstas Antetokounmpo | AG    | Grecia      | Dayton Flyers        |

## Roster
| \| Pos. \| Num. \| Naz. \| Nome \| Altezza \| Peso \| Data nascita \| Provenienza \| \| ---- \| ---- \| ---------------------- \| --------------------- \| ------- \| ------ \| ------------ \| ---------------- \| \| G \| 1 \| Stati Uniti (bandiera) \| Lee, Courtney \| 196 cm \| 91 kg \| 03-10-1985 \| Western Kentucky \| \| G \| 3 \| Stati Uniti (bandiera) \| Macon, Daryl (TW) \| 191 cm \| 84 kg \| 29-11-1995 \| Arkansas \| \| P \| 5 \| Porto Rico (bandiera) \| Barea, J.J. \| 183 cm \| 84 kg \| 26-06-1984 \| Northeastern \| \| A/C \| 6 \| Lettonia (bandiera) \| Porziņģis, Kristaps \| 221 cm \| 109 kg \| 02-08-1995 \| Lettonia \| \| A/C \| 7 \| Canada (bandiera) \| Powell, Dwight \| 211 cm \| 109 kg \| 20-07-1991 \| Stanford \| \| AP \| 10 \| Stati Uniti (bandiera) \| Finney-Smith, Dorian \| 203 cm \| 95 kg \| 04-05-1993 \| Florida \| \| G \| 11 \| Stati Uniti (bandiera) \| Hardaway, Tim \| 198 cm \| 93 kg \| 16-03-1992 \| Michigan \| \| P \| 13 \| Stati Uniti (bandiera) \| Brunson, Jalen \| 191 cm \| 86 kg \| 31-08-1996 \| Villanova \| \| P \| 23 \| Stati Uniti (bandiera) \| Burke, Trey \| 185 cm \| 87 kg \| 12-11-1992 \| Michigan \| \| AG \| 26 \| Stati Uniti (bandiera) \| Spalding, Ray \| 208 cm \| 98 kg \| 11-03-1997 \| Louisville \| \| G \| 34 \| Stati Uniti (bandiera) \| Harris, Devin \| 191 cm \| 84 kg \| 27-02-1983 \| Wisconsin \| \| AG \| 37 \| Grecia (bandiera) \| Antetokounmpo, Kōstas \| 208 cm \| 91 kg \| 20-11-1997 \| Dayton \| \| A \| 40 \| Stati Uniti (bandiera) \| Barnes, Harrison \| 203 cm \| 102 kg \| 30-05-1992 \| North Carolina \| \| A/C \| 41 \| Germania (bandiera) \| Nowitzki, Dirk (C) \| 213 cm \| 111 kg \| 19-06-1978 \| Germania \| \| AG \| 42 \| Germania (bandiera) \| Kleber, Maximilian \| 211 cm \| 100 kg \| 29-01-1992 \| Germania \| \| G/AP \| 45 \| Australia (bandiera) \| Broekhoff, Ryan \| 201 cm \| 98 kg \| 23-08-1990 \| Valparaiso \| \| C \| 50 \| Tunisia (bandiera) \| Mejri, Salah \| 218 cm \| 107 kg \| 15-06-1986 \| Tunisia \| \| G \| 77 \| Slovenia (bandiera) \| Dončić, Luka \| 201 cm \| 99 kg \| 28-02-1999 \| Slovenia \| | Allenatore - Rick Carlisle Assistente/i - Darrell Armstrong - Mike Weinar - Stephen Silas - Jamahl Mosley - Larry Shyatt Legenda - (C) Capitano - (FA) Free agent - (S) Sospeso - (TW) Contratto Two-way - (GL) Assegnato a squadra G League affiliata - Infortunato Roster • Transazioni · Ultima transazione: 18 dicembre 2018 |                        |                       |         |        |              |                  |
| Pos. | Num. | Naz.                   | Nome                  | Altezza | Peso   | Data nascita | Provenienza      |
| G | 1 | Stati Uniti (bandiera) | Lee, Courtney         | 196 cm  | 91 kg  | 03-10-1985   | Western Kentucky |
| G | 3 | Stati Uniti (bandiera) | Macon, Daryl (TW)     | 191 cm  | 84 kg  | 29-11-1995   | Arkansas         |
| P | 5 | Porto Rico (bandiera)  | Barea, J.J.           | 183 cm  | 84 kg  | 26-06-1984   | Northeastern     |
| A/C | 6 | Lettonia (bandiera)    | Porziņģis, Kristaps   | 221 cm  | 109 kg | 02-08-1995   | Lettonia         |
| A/C | 7 | Canada (bandiera)      | Powell, Dwight        | 211 cm  | 109 kg | 20-07-1991   | Stanford         |
| AP | 10 | Stati Uniti (bandiera) | Finney-Smith, Dorian  | 203 cm  | 95 kg  | 04-05-1993   | Florida          |
| G | 11 | Stati Uniti (bandiera) | Hardaway, Tim         | 198 cm  | 93 kg  | 16-03-1992   | Michigan         |
| P | 13 | Stati Uniti (bandiera) | Brunson, Jalen        | 191 cm  | 86 kg  | 31-08-1996   | Villanova        |
| P | 23 | Stati Uniti (bandiera) | Burke, Trey           | 185 cm  | 87 kg  | 12-11-1992   | Michigan         |
| AG | 26 | Stati Uniti (bandiera) | Spalding, Ray         | 208 cm  | 98 kg  | 11-03-1997   | Louisville       |
| G | 34 | Stati Uniti (bandiera) | Harris, Devin         | 191 cm  | 84 kg  | 27-02-1983   | Wisconsin        |
| AG | 37 | Grecia (bandiera)      | Antetokounmpo, Kōstas | 208 cm  | 91 kg  | 20-11-1997   | Dayton           |
| A | 40 | Stati Uniti (bandiera) | Barnes, Harrison      | 203 cm  | 102 kg | 30-05-1992   | North Carolina   |
| A/C | 41 | Germania (bandiera)    | Nowitzki, Dirk (C)    | 213 cm  | 111 kg | 19-06-1978   | Germania         |
| AG | 42 | Germania (bandiera)    | Kleber, Maximilian    | 211 cm  | 100 kg | 29-01-1992   | Germania         |
| G/AP | 45 | Australia (bandiera)   | Broekhoff, Ryan       | 201 cm  | 98 kg  | 23-08-1990   | Valparaiso       |
| C | 50 | Tunisia (bandiera)     | Mejri, Salah          | 218 cm  | 107 kg | 15-06-1986   | Tunisia          |
| G | 77 | Slovenia (bandiera)    | Dončić, Luka          | 201 cm  | 99 kg  | 28-02-1999   | Slovenia         |

## Mercato

### Free Agency

#### Prolungamenti contrattuali
| Giocatore     | Data           |
| ------------- | -------------- |
| Dirk Nowitzki | 23 luglio 2018 |
| Salah Mejri   | 3 agosto 2018  |

#### Acquisti
| Giocatore            | Data                               | Provenienza       |
| -------------------- | ---------------------------------- | ----------------- |
| DeAndre Jordan       | 6 luglio 2018                      | L.A. Clippers     |
| Ding Yanyuhang       | 23 luglio 2018                     | Shandong G. Stars |
| Daryl Macon          | 30 luglio 2018 - Contratto Two-Way | Ark. Razorbacks   |
| Codi Miller-McIntyre | 1 agosto 2018                      | Parma Perm'       |
| Ryan Broekhoff       | 6 agosto 2018                      | Lokomotiv Kuban'  |
| Devin Harris         | 8 agosto 2018                      | Denver Nuggets    |
| Donte Ingram         | 8 ottobre 2018                     | Loyola Ramblers   |
| Rashad Vaughn        | 8 ottobre 2018                     | Orlando Magic     |

#### Cessioni
| Giocatore            | Motivo                                 | Provenienza          |
| -------------------- | -------------------------------------- | -------------------- |
| Kyle Collinsworth    | Rilasciato                             | Toronto Raptors      |
| Seth Curry           | Contratto di 2 anni - 2.75 mln $       | Portland T. Blazers  |
| Ding Yanyuhang       | Rilasciato                             | Texas Legends        |
| Yogi Ferrell         | Contratto di 2 anni - 6.2 mln $        | Sacramento Kings     |
| Donte Ingram         | Rilasciato                             | Texas Legends        |
| Jalen Jones          | Rilasciato                             | Cleveland Cavaliers  |
| Doug McDermott       | Contratto di 3 anni - 22 mln $         | Indiana Pacers       |
| Codi Miller-McIntyre | Rilasciato                             | Zenit S. Pietroburgo |
| Norlens Noel         | Contratto di 2 anni - contratto minimo | Oklahoma Thunder     |
| Chinanu Onuaku       | Rilasciato                             | Portland T. Blazers  |
| Rashad Vaughn        | Rilasciato                             | Texas Legends        |
| Rashad Vaughn        | Free Agent                             | Tofaş Bursa          |

### Scambi
| 21 giugno 2018  | Dallas MavericksDraft rights di Luka Dončić                                                   | Atlanta HawksDraft rights di Trae YoungScelta 1º giro Draft 2019                     |
| 21 giugno 2018  | Dallas MavericksDraft rights di Ray SpaldingDraft rights di Kōstas Antetokounmpo              | Philadelphia 76ersDraft rights di Shake Milton                                       |
| 23 luglio 2018  | Dallas MavericksDraft rights di Maarty LeunenCash considerations                              | L.A. ClippersJohnathan MotleyDraft rights di Renaldas Seibutis                       |
| 2 agosto 2018   | Dallas MavericksChinanu OnuakuCash considerationsOpzione di scambio scelta 2º giro Draft 2020 | Houston RocketsDraft rights di Maarty Leunen                                         |
| 31 gennaio 2019 | Dallas MavericksKristaps PorziņģisTim Hardaway Jr.Courtney LeeTrey Burke                      | N.Y. KnicksDennis SmithDeAndre JordanWesley MatthewsScelta 1º giro Draft 2021 e 2023 |

## Classifiche

### Division
| Southwest Division | V  | S  | V%    | PR  | Casa | Trasf | Div | PG |
| ------------------ | -- | -- | ----- | --- | ---- | ----- | --- | -- |
| Memphis Grizzlies  | 16 | 14 | 0.533 | 0   | 9-6  | 7-8   | 3-1 | 30 |
| Dallas Mavericks   | 15 | 14 | 0.517 | 0.5 | 13-3 | 2-11  | 2-3 | 29 |
| Houston Rockets    | 15 | 14 | 0.517 | 0.5 | 8-5  | 7-9   | 2-4 | 29 |
| San Antonio Spurs  | 16 | 15 | 0.516 | 0.5 | 12-5 | 4-10  | 3-3 | 31 |
| N.O. Pelicans      | 15 | 16 | 0.484 | 1.5 | 11-5 | 4-11  | 3-2 | 31 |

### Conference
| #  | Squadra             | V | S | V% | PR | PG |
| -- | ------------------- | - | - | -- | -- | -- |
| 1  | G.S. Warriors       | 0 | 0 | 0  | 0  | 0  |
| 2  | N.O. Pelicans       | 0 | 0 | 0  | 0  | 0  |
| 3  | Denver Nuggets      | 0 | 0 | 0  | 0  | 0  |
| 4  | San Antonio Spurs   | 0 | 0 | 0  | 0  | 0  |
| 5  | Phoenix Suns        | 0 | 0 | 0  | 0  | 0  |
| 6  | Portland T. Blazers | 0 | 0 | 0  | 0  | 0  |
| 7  | L.A. Clippers       | 0 | 0 | 0  | 0  | 0  |
| 8  | Utah Jazz           | 0 | 0 | 0  | 0  | 0  |
| 9  | Minnesota T'wolves  | 0 | 0 | 0  | 0  | 0  |
| 10 | Memphis Grizzlies   | 0 | 0 | 0  | 0  | 0  |
| 11 | L.A. Lakers         | 0 | 0 | 0  | 0  | 0  |
| 12 | Houston Rockets     | 0 | 0 | 0  | 0  | 0  |
| 13 | Dallas Mavericks    | 0 | 0 | 0  | 0  | 0  |
| 14 | Oklahoma Thunder    | 0 | 0 | 0  | 0  | 0  |
| 15 | Sacramento Kings    | 0 | 0 | 0  | 0  | 0  |

## Calendario e risultati

### Preseason
| Preseason 2018                                    | Preseason 2018                                    | Preseason 2018                                    | Preseason 2018                                    | Preseason 2018                                    | Preseason 2018                                    | Preseason 2018                                    | Preseason 2018                                    | Preseason 2018                                    |
| Record preseason: 2-2 (Casa: 1-1; Trasferta: 1-1) | Record preseason: 2-2 (Casa: 1-1; Trasferta: 1-1) | Record preseason: 2-2 (Casa: 1-1; Trasferta: 1-1) | Record preseason: 2-2 (Casa: 1-1; Trasferta: 1-1) | Record preseason: 2-2 (Casa: 1-1; Trasferta: 1-1) | Record preseason: 2-2 (Casa: 1-1; Trasferta: 1-1) | Record preseason: 2-2 (Casa: 1-1; Trasferta: 1-1) | Record preseason: 2-2 (Casa: 1-1; Trasferta: 1-1) | Record preseason: 2-2 (Casa: 1-1; Trasferta: 1-1) |
| Partita                                           | Data                                              | Avversario                                        | Punteggio                                         | Più punti                                         | Più rimbalzi                                      | Più assist                                        | Stadio e spettatori                               | Record                                            |
| ------------------------------------------------- | ------------------------------------------------- | ------------------------------------------------- | ------------------------------------------------- | ------------------------------------------------- | ------------------------------------------------- | ------------------------------------------------- | ------------------------------------------------- | ------------------------------------------------- |
| 1                                                 | 29.9.2018                                         | Beijing Ducks                                     | V 116-63                                          | Dončić, Smith (16)                                | Jordan, Kleber (8)                                | Smith (6)                                         | American Airlines Center (18.325)                 | 1-0                                               |
| 2                                                 | 5.10.2018                                         | @ Philadelphia 76ers                              | P 114-120                                         | Smith (23)                                        | Kleber (7)                                        | Barea (9)                                         | Mercedes-Benz Arena (15.992)                      | 1-1                                               |
| 3                                                 | 8.10.2018                                         | @ Philadelphia 76ers                              | V 115-112                                         | Dončić (15)                                       | Kleber (7)                                        | Dončić, Smith (16)                                | Shenzhen Universiade Sports Centre (17.396)       | 2-1                                               |
| 4                                                 | 12.10.2018                                        | Charlotte Hornets                                 | P 118-123                                         | Dončić, Jordan (18)                               | Jordan (12)                                       | ìMatthews (5)                                     | American Airlines Center (18.745)                 | 2-2                                               |

### Regular season

#### Ottobre
| Ottobre 2018                                    | Ottobre 2018                                    | Ottobre 2018                                    | Ottobre 2018                                    | Ottobre 2018                                    | Ottobre 2018                                    | Ottobre 2018                                    | Ottobre 2018                                    | Ottobre 2018                                    |
| Record ottobre: 2-6 (Casa: 2-1; Trasferta: 0-5) | Record ottobre: 2-6 (Casa: 2-1; Trasferta: 0-5) | Record ottobre: 2-6 (Casa: 2-1; Trasferta: 0-5) | Record ottobre: 2-6 (Casa: 2-1; Trasferta: 0-5) | Record ottobre: 2-6 (Casa: 2-1; Trasferta: 0-5) | Record ottobre: 2-6 (Casa: 2-1; Trasferta: 0-5) | Record ottobre: 2-6 (Casa: 2-1; Trasferta: 0-5) | Record ottobre: 2-6 (Casa: 2-1; Trasferta: 0-5) | Record ottobre: 2-6 (Casa: 2-1; Trasferta: 0-5) |
| Partita                                         | Data                                            | Avversario                                      | Punteggio                                       | Più punti                                       | Più rimbalzi                                    | Più assist                                      | Stadio e spettatori                             | Record                                          |
| ----------------------------------------------- | ----------------------------------------------- | ----------------------------------------------- | ----------------------------------------------- | ----------------------------------------------- | ----------------------------------------------- | ----------------------------------------------- | ----------------------------------------------- | ----------------------------------------------- |
| 1                                               | 17.10.2018                                      | @ Phoenix Suns                                  | P 100-121                                       | Powell (16)                                     | Jordan (12)                                     | Barea (10)                                      | Talking Stick Resort Arena (18.055)             | 0-1                                             |
| 2                                               | 20.10.2018                                      | Minnesota T'wolves                              | V 140-136                                       | Dončić (26)                                     | Jordan (10)                                     | Barea (11)                                      | American Airlines Center (20.205)               | 1-1                                             |
| 3                                               | 22.10.2018                                      | Chicago Bulls                                   | V 115-109                                       | Matthews (20)                                   | Jordan (16)                                     | Dončić (6)                                      | American Airlines Center (19.291)               | 2-1                                             |
| 4                                               | 24.10.2018                                      | @ Atlanta Hawks                                 | P 104-111                                       | Matthews (20)                                   | Jordan (16)                                     | Barea (6)                                       | State Farm Arena (16.705)                       | 2-2                                             |
| 5                                               | 26.10.2018                                      | @ Toronto Raptors                               | P 107-116                                       | Dončić (22)                                     | Jordan (15)                                     | Jordan (5)                                      | Scotiabank Arena (19.800)                       | 2-3                                             |
| 6                                               | 28.10.2018                                      | Utah Jazz                                       | P 104-113                                       | Smith (27)                                      | Jordan (19)                                     | Jordan (9)                                      | American Airlines Center (19.571)               | 2-4                                             |
| 7                                               | 29.10.2018                                      | @ San Antonio Spurs                             | P 108-113 (OT)                                  | Dončić (31)                                     | Jordan (18)                                     | Dončić, Smith (4)                               | AT&T Center (18.354)                            | 2-5                                             |
| 8                                               | 30.10.2018                                      | @ L.A. Lakers                                   | P 113-114                                       | Matthews (21)                                   | Jordan (11)                                     | Barea (10)                                      | Staples Center (18.997)                         | 2-6                                             |

#### Novembre
| Novembre 2018                                    | Novembre 2018                                    | Novembre 2018                                    | Novembre 2018                                    | Novembre 2018                                    | Novembre 2018                                    | Novembre 2018                                    | Novembre 2018                                    | Novembre 2018                                    |
| Record novembre: 8-4 (Casa: 6-1; Trasferta: 2-3) | Record novembre: 8-4 (Casa: 6-1; Trasferta: 2-3) | Record novembre: 8-4 (Casa: 6-1; Trasferta: 2-3) | Record novembre: 8-4 (Casa: 6-1; Trasferta: 2-3) | Record novembre: 8-4 (Casa: 6-1; Trasferta: 2-3) | Record novembre: 8-4 (Casa: 6-1; Trasferta: 2-3) | Record novembre: 8-4 (Casa: 6-1; Trasferta: 2-3) | Record novembre: 8-4 (Casa: 6-1; Trasferta: 2-3) | Record novembre: 8-4 (Casa: 6-1; Trasferta: 2-3) |
| Partita                                          | Data                                             | Avversario                                       | Punteggio                                        | Più punti                                        | Più rimbalzi                                     | Più assist                                       | Stadio e spettatori                              | Record                                           |
| ------------------------------------------------ | ------------------------------------------------ | ------------------------------------------------ | ------------------------------------------------ | ------------------------------------------------ | ------------------------------------------------ | ------------------------------------------------ | ------------------------------------------------ | ------------------------------------------------ |
| 9                                                | 2.11.2018                                        | N.Y. Knicks                                      | P 106-118                                        | Smith (23)                                       | Jordan (10)                                      | Barea, Dončić (6)                                | American Airlines Center (20.008)                | 2-7                                              |
| 10                                               | 6.11.2018                                        | Wash. Wizards                                    | V 119-100                                        | Dončić (23)                                      | Barnes (13)                                      | Barea (8)                                        | American Airlines Center (19.234)                | 3-7                                              |
| 11                                               | 7.11.2018                                        | @ Utah Jazz                                      | P 102-117                                        | Dončić (24)                                      | Jordan (12)                                      | Matthews (4)                                     | Vivint Smart Home Arena (18.306)                 | 3-8                                              |
| 12                                               | 10.11.2018                                       | Oklahoma Thunder                                 | V 111-96                                         | Dončić (24)                                      | Jordan (12)                                      | Dončić (4)                                       | American Airlines Center (19.818)                | 4-8                                              |
| 13                                               | 12.11.2018                                       | @ Chicago Bulls                                  | V 103-98                                         | Barnes (23)                                      | Jordan (16)                                      | Barea (5)                                        | United Center (19.012)                           | 5-8                                              |
| 14                                               | 14.11.2018                                       | Utah Jazz                                        | V 118-68                                         | Barnes (19)                                      | Jordan (10)                                      | Barea (5)                                        | American Airlines Center (19.371)                | 6-8                                              |
| 15                                               | 17.11.2018                                       | G.S. Warriors                                    | V 112-109                                        | Dončić (24)                                      | Jordan (10)                                      | Smith (6)                                        | American Airlines Center (20.260)                | 7-8                                              |
| 16                                               | 19.11.2018                                       | @ Memphis Grizzlies                              | P 88-98                                          | Smith (19)                                       | Jordan (20)                                      | Smith (5)                                        | FedExForum (15.997)                              | 7-9                                              |
| 17                                               | 21.11.2018                                       | Brooklyn Nets                                    | V 119-113                                        | Barnes (28)                                      | Jordan (14)                                      | Barea (7)                                        | American Airlines Center (19.926)                | 8-9                                              |
| 18                                               | 24.11.2018                                       | Boston Celtics                                   | V 113-104                                        | Barea, Barnes (20)                               | Jordan (13)                                      | Barea, Dončić (8)                                | American Airlines Center (20.226)                | 9-9                                              |
| 19                                               | 28.11.2018                                       | @ Houston Rockets                                | V 128-108                                        | Dončić, Harris (20)                              | Jordan (7)                                       | Barea (12)                                       | Toyota Center (18.055)                           | 10-9                                             |
| 20                                               | 30.11.2018                                       | @ L.A. Lakers                                    | P 103-114                                        | Barnes (29)                                      | Jordan (12)                                      | Dončić (5)                                       | Staples Center (18.997)                          | 10-10                                            |

#### Dicembre
| Dicembre 2018                                    | Dicembre 2018                                    | Dicembre 2018                                    | Dicembre 2018                                    | Dicembre 2018                                    | Dicembre 2018                                    | Dicembre 2018                                    | Dicembre 2018                                    | Dicembre 2018                                    |
| Record dicembre: 7-9 (Casa: 7-1; Trasferta: 0-8) | Record dicembre: 7-9 (Casa: 7-1; Trasferta: 0-8) | Record dicembre: 7-9 (Casa: 7-1; Trasferta: 0-8) | Record dicembre: 7-9 (Casa: 7-1; Trasferta: 0-8) | Record dicembre: 7-9 (Casa: 7-1; Trasferta: 0-8) | Record dicembre: 7-9 (Casa: 7-1; Trasferta: 0-8) | Record dicembre: 7-9 (Casa: 7-1; Trasferta: 0-8) | Record dicembre: 7-9 (Casa: 7-1; Trasferta: 0-8) | Record dicembre: 7-9 (Casa: 7-1; Trasferta: 0-8) |
| Partita                                          | Data                                             | Avversario                                       | Punteggio                                        | Più punti                                        | Più rimbalzi                                     | Più assist                                       | Stadio e spettatori                              | Record                                           |
| ------------------------------------------------ | ------------------------------------------------ | ------------------------------------------------ | ------------------------------------------------ | ------------------------------------------------ | ------------------------------------------------ | ------------------------------------------------ | ------------------------------------------------ | ------------------------------------------------ |
| 21                                               | 2.12.2018                                        | L.A. Clippers                                    | V 114-110                                        | Barnes (30)                                      | Jordan (23)                                      | Smith (5)                                        | American Airlines Center (19.551)                | 11-10                                            |
| 22                                               | 4.12.2018                                        | Portland T. Blazers                              | V 111-102                                        | Dončić (21)                                      | Jordan (17)                                      | Smith (9)                                        | American Airlines Center (19.341)                | 12-10                                            |
| 23                                               | 5.12.2018                                        | @ N.O. Pelicans                                  | P 106-132                                        | Barnes (16)                                      | Powell (10)                                      | Brunson (7)                                      | Smoothie King Center (14.810)                    | 12-11                                            |
| 24                                               | 8.12.2018                                        | Houston Rockets                                  | V 107-104                                        | Dončić, Matthews (21)                            | Jordan (20)                                      | Barea (4)                                        | American Airlines Center (20.254)                | 13-11                                            |
| 25                                               | 10.12.2018                                       | Orlando Magic                                    | V 101-76                                         | Barnes (19)                                      | Dončić (11)                                      | Dončić (9)                                       | American Airlines Center (19.334)                | 14-11                                            |
| 26                                               | 12.12.2018                                       | Atlanta Hawks                                    | V 114-107                                        | Barnes (25)                                      | Jordan (11)                                      | Dončić (6)                                       | American Airlines Center (19.643)                | 15-11                                            |
| 27                                               | 13.12.2018                                       | @ Phoenix Suns                                   | P 89-99                                          | Barnes (15)                                      | Jordan (15)                                      | Dončić (6)                                       | Talking Stick Resort Arena (13.265)              | 15-12                                            |
| 28                                               | 16.12.2018                                       | Sacramento Kings                                 | P 113-120                                        | Dončić (28)                                      | Jordan (23)                                      | Dončić (9)                                       | American Airlines Center (19.935)                | 15-13                                            |
| 29                                               | 18.12.2018                                       | @ Denver Nuggets                                 | P 118-126                                        | Barnes (30)                                      | Jordan (12)                                      | Dončić (12)                                      | Pepsi Center (15.764)                            | 15-14                                            |
| 30                                               | 20.12.2018                                       | @ L.A. Clippers                                  | P 121-125                                        | Dončić (32)                                      | Jordan (22)                                      | Barea (8)                                        | Staples Center (17.528)                          | 15-15                                            |
| 31                                               | 22.12.2018                                       | @ G.S. Warriors                                  | P 116-120                                        | Matthews (25)                                    | Jordan (23)                                      | Barea (6)                                        | Oracle Arena (19.596)                            | 15-16                                            |
| 32                                               | 23.12.2018                                       | @ Portland T. Blazers                            | P 118-121 (OT)                                   | Barnes (27)                                      | Dončić (11)                                      | Barea (8)                                        | Moda Center (19.707)                             | 15-17                                            |
| 33                                               | 26.12.2018                                       | N.O. Pelicans                                    | V 122-119                                        | Dončić (21)                                      | Jordan (12)                                      | Dončić (10)                                      | American Airlines Center (20.340)                | 16-17                                            |
| 34                                               | 28.12.2018                                       | @ N.O. Pelicans                                  | P 112-114                                        | Dončić (34)                                      | Jordan (15)                                      | Kleber, Smith, Barea (4)                         | Smoothie King Center (18.364)                    | 16-18                                            |
| 35                                               | 30.12.2018                                       | Oklahoma Thunder                                 | V 105-103                                        | Dončić (25)                                      | Jordan (17)                                      | Barea (10)                                       | American Airlines Center (20.380)                | 17-18                                            |
| 36                                               | 31.12.2018                                       | @ Oklahoma Thunder                               | P 102-122                                        | Barnes (25)                                      | Jordan (10)                                      | Dončić, Smith (3)                                | Chesapeake Energy Arena (18.203)                 | 17-19                                            |

#### Gennaio
| Gennaio 2019                                    | Gennaio 2019                                    | Gennaio 2019                                    | Gennaio 2019                                    | Gennaio 2019                                    | Gennaio 2019                                    | Gennaio 2019                                    | Gennaio 2019                                    | Gennaio 2019                                    |
| Record gennaio: 2-3 (Casa: 1-1; Trasferta: 1-2) | Record gennaio: 2-3 (Casa: 1-1; Trasferta: 1-2) | Record gennaio: 2-3 (Casa: 1-1; Trasferta: 1-2) | Record gennaio: 2-3 (Casa: 1-1; Trasferta: 1-2) | Record gennaio: 2-3 (Casa: 1-1; Trasferta: 1-2) | Record gennaio: 2-3 (Casa: 1-1; Trasferta: 1-2) | Record gennaio: 2-3 (Casa: 1-1; Trasferta: 1-2) | Record gennaio: 2-3 (Casa: 1-1; Trasferta: 1-2) | Record gennaio: 2-3 (Casa: 1-1; Trasferta: 1-2) |
| Partita                                         | Data                                            | Avversario                                      | Punteggio                                       | Più punti                                       | Più rimbalzi                                    | Più assist                                      | Stadio e spettatori                             | Record                                          |
| ----------------------------------------------- | ----------------------------------------------- | ----------------------------------------------- | ----------------------------------------------- | ----------------------------------------------- | ----------------------------------------------- | ----------------------------------------------- | ----------------------------------------------- | ----------------------------------------------- |
| 37                                              | 2.1.2019                                        | @ Charlotte Hornets                             | V 122-84                                        | Dončić, Smith (18)                              | Jordan (13)                                     | Smith (7)                                       | Spectrum Center (16.955)                        | 18-19                                           |
| 38                                              | 4.1.2019                                        | @ Boston Celtics                                | P 93-114                                        | Barnes (20)                                     | Jordan (15)                                     | Dončić (4)                                      | TD Garden (18.624)                              | 18-20                                           |
| 39                                              | 5.1.2019                                        | @ Philadelphia 76ers                            | P 100-106                                       | Matthews (18)                                   | Brunson (11)                                    | Brunson (8)                                     | Wells Fargo Center (20.656)                     | 18-21                                           |
| 40                                              | 7.1.2019                                        | L.A. Lakers                                     | P 97-107                                        | Dončić (27)                                     | Jordan (19)                                     | Barea (3)                                       | American Airlines Center (20.354)               | 18-22                                           |
| 41                                              | 9.1.2019                                        | Phoenix Suns                                    | V 104-94                                        | Dončić (30)                                     | Kleber (9)                                      | Dončić, Matthews (5)                            | American Airlines Center (19.596)               | 19-22                                           |

## Premi individuali
| Assegnato a | Premio                             | Data premio     | Ref.  |
| ----------- | ---------------------------------- | --------------- | ----- |
| Luka Dončić | Rookie del mese Western Conference | 3 dicembre 2018 | [ 1 ] |
| Luka Dončić | Rookie del mese Western Conference | 3 gennaio 2019  | [ 2 ] |